# Fonds spécial d'équipement et d'intervention intercommunale
Créé par la loi n° 74/23 du 05 décembre 1974 portant organisation communale au Cameroun. Le Fonds Spécial d’Equipement et d’Intervention Intercommunale (FEICOM)  est rendu fonctionnel par le décret d’application N°77/85 du 22 mars 1977.

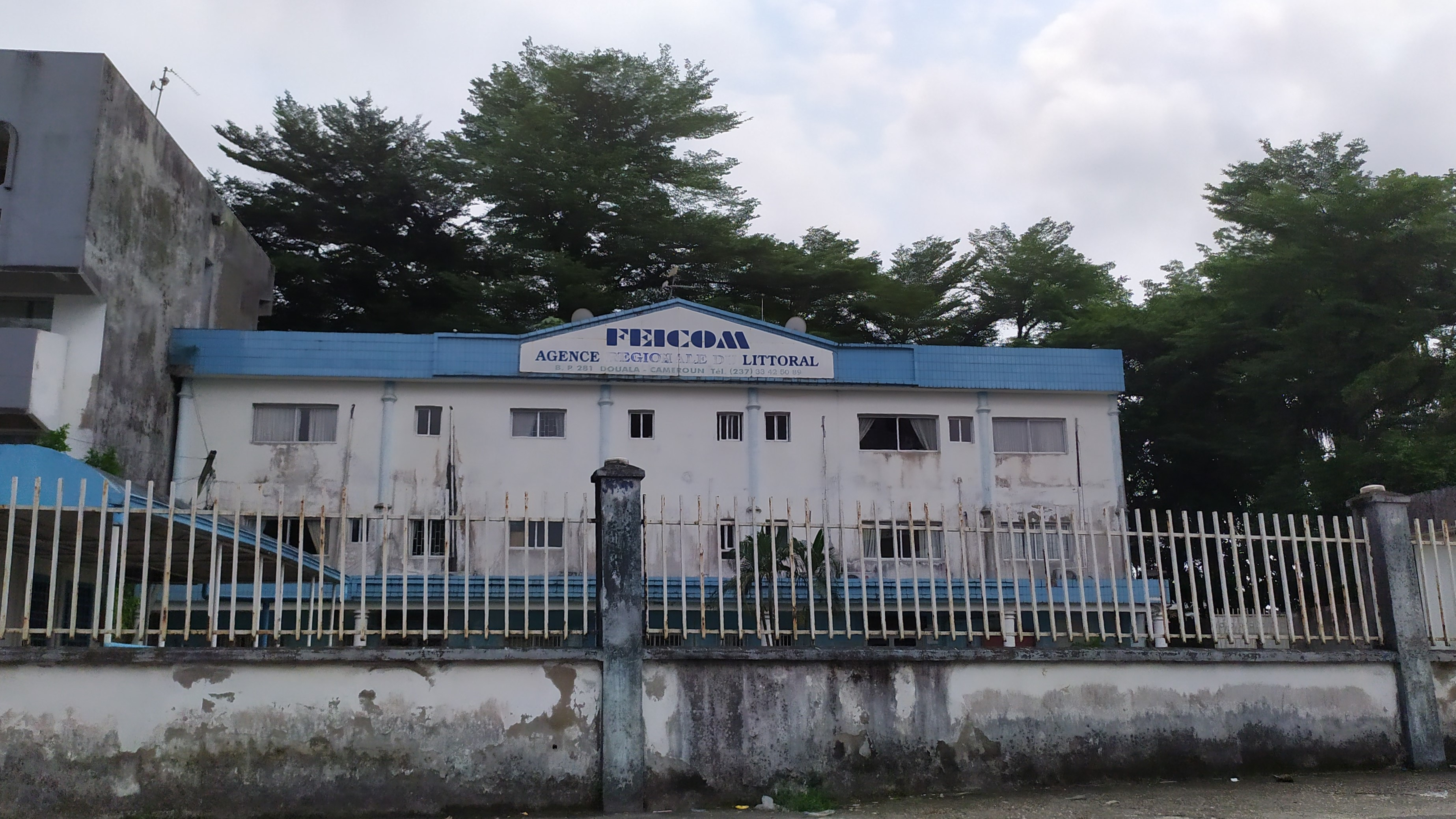
Agence du FEICOM à Douala

Depuis sa création, l’organisme a connu trois (03) réorganisations. La première est le décret n°2000/365  intervenue le 11 décembre 2000 qui érigeait l’institution en Direction Générale. Ledit Décret a été modifiée  par celui n°2006/182 du 31 mai 2006  qui a consacré la fonction d’intermédiation financière de l’organisme. Ainsi le FEICOM est habilité à rechercher ou recevoir des ressources supplémentaires dans le cadre de la Coopération financière nationale ou internationale en vue de mieux accompagner les municipalités dans la conception et la réalisation des projets au niveau local.
Le 31 octobre 2018, le Président de la République a pris le décret n°2018/635 portant réorganisation du Fonds Spécial d’Equipement et d’Intervention Intercommunale (FEICOM). Ce texte intervient en application des dispositions de la loi 2017/010 du 12 juillet 2017, portant statut général des Etablissements Publics, et ce, dans un contexte marqué par l’accélération du processus de décentralisation et le renforcement du dispositif institutionnel d’accompagnement du développement local.
C’est ainsi que le FEICOM change de statut, passant d’un Etablissement public à Etablissement public à caractère économique et financier et toujours doté de la personnalité juridique et de l’autonomie financière.

## Organisation
Il est administré par un Conseil d’Administration qui compte 12 membres dont :
- Un (01) président ;
- un (01) représentant de la présidence de la République ;
- un (01) représentant des Services du Premier ministre ;
- un (01) représentant du ministère chargé des Collectivités Territoriales Décentralisées ;
- un (01) représentant du ministère chargé des finances ;
- un (01) représentant du ministère chargé du développement urbain ;
- un (01) représentant du ministère chargé de l’aménagement du territoire ;
- deux (02) représentants des Associations des communes ;
- deux (02) représentants des Associations des régions ;
- un (01) représentant du personnel élu par ses pairs ;
- et par une direction générale.

L’organisme est placé sous la tutelle technique du Ministère chargé de la Décentralisation et du développement local et la tutelle financière du Ministère chargé des Finances.
La principale mission du Fonds est de contribuer au développement harmonieux de toutes les Collectivités Territoriales Décentralisées sur la base de la solidarité nationale et de l’équilibre inter-régional et intercommunal, en liaison avec les administrations concernées.
A CE TITRE LE FEICOM:
1. Centralise et procède à la redistribution des impôts et taxes régionaux soumis à péréquation, ainsi que des Centimes additionnels communaux et autres impôts communaux et régionaux soumis à péréquation, conformément à la réglementation en vigueur.
2. Met à la disposition des régions, des communes, des syndicats de communes et des communautés urbaines bénéficiaires, les quotes-parts correspondantes de la Dotation générale de la décentralisation arrêtée par le gouvernement.
3. Procède au paiement de la rémunération des présidents et membres des bureaux des conseils régionaux, ainsi que des magistrats municipaux.
4. Participe aux opérations financières visant à promouvoir le développement économique local, en liaison avec les autres administrations et structures concernées, notamment: la mobilisation des ressources nationales et internationales ainsi que l’intermédiation financière dans la recherche et la gestion des ressources provenant de la coopération décentralisée, en faveur des Collectivités Territoriales Décentralisées.